# خالد المشوح
خالد المشوح كاتب سعودي وباحث في شؤون الحركات الإسلامية، والمشرف العام على مركز الدين والسياسة للدراسات وهو مركز متخصص في دراسات العنف والتطرف والإرهاب لدى الحركات الإسلامية.

## المؤهلات
1. ماجستير بالآداب من جامعة UNISAبجنوب أفريقيا في الجهاد.
2. بكالوريوس  شريعة وأصول الدين من جامعة الإمام محمد بن سعود الإسلامية.

## الأعمال والمشاركات
1. المشرف العام على مركز الدين والسياسة للدراسات.
2. عمل ملحقا دينيا بسفارة خادم الحرمين الشريفين بجنوب أفريقيا لمدة خمس سنوات.
3. قدم ورقة عمل في معهد الدراسات السياسية في باريس حول التيارات الدينية في المملكة العربية السعودية
4. عمل المتحدث الإعلامي بحملة السكينة لتوعية الشباب عبر الإنترنت.
5. له الكثير من المشاركات واللقاءات الاعلامية في قنوات مثل العربية و MBC والإخبارية والحرة وغيرها كثير.
6. الإشراف على الصفحة الدينية الأسبوعية بجريدة الوطن السعودية من عام 2005 م.
7. كاتب أسبوعي في صفحة الرأي بجريدة الوطن السعودية إلى حتى أكتوبر 2010 ولمدة تقترب من ست سنوات.
8. قدم بعض أوراق العمل المتعلقة بالفكر الديني والجماعات الإسلامية داخل وخارج المملكة
9. مستشار تحرير مجلة المجلة منذ العام 2009 م إلى الآن.
10. المشرف العام على صحيفة أنباؤكم الإلكترونية.
11. كتب عشرات المقالات الفكرية عن التيارات الدينية في المملكة العربية السعودية، والخطاب الديني، والفكر المتطرف، وهي منشورة على موقعه الإلكتروني.
12. يرأس تحرير نشرة الدين والسياسة الصادرة عن مركز الدين والسياسة للدراسات.
13. عضو لجنة التبادل المعرفي بين الأديان.

## المؤلفات
ألف 'كتاب التيارات الدينية في المملكة العربية السعودية، والذي صدر عن دار الانتشار العربي في بيروت 2011  بعنوان (التيارات الدينية في السعودية من السلفية العلمية إلى جهادية القاعدة وما بينهما من تيارات) وهو كتاب من الحجم المتوسط وحاول المؤلف تسليط الضوء على أبرز التيارات الدينية السعودية المتواجدة فعلياً على الساحة وتحظى بتأثير واضح وهي المرة الأولى التي يُكتب فيها عن هذه التيارات في كتاب واحد، وفي محاولة تعتمد التجربة والاستقصاء الداخلي للمؤلف من خلال علاقاته بهذه التيارات ونتيجة شح المادة المكتوبة والمنشورة في هذا المجال فقد حاول المؤلف في هذا الكتاب رصد أبرز هذه التيارات، وتقسيمها من خلال الانتماء السلفي لها ومن ثم حركيتها الحزبية  وإن كانت السلفية الجهادية قد حظيت بالنصيب الأوفر نتيجة عوامل كثيرة أبرزها وفرة المادة والشخصيات والتكوين، إلا أن المؤلف حاول استقرأ تيارات أخرى :
1. كالسلفية العلمية المتمثلة في هيئة كبار العلماء وغالب طلب العلم الشرعي في السعودية
2. والسرورية التيار القوي في نجد والذي اسسه محمد سرور زين العابدين وافكار السروريه وشخصيتها الأكثر شعبية
3. والإخوان المسلمون : الذين تواجدوا في السعودية مع بداية النهضة التعليمية في السعودية من خلال جناحي الاخوان المصري والسوري وابرز ملامح هذا التيار وقياداته
4. والجامية : التيار الحركي للسلفية والذي ينسب لمحمد امان الجامي والانشقاقات الداخلية التي عصفت به
5. والعصرانية : التيار الثائر على الجمود والتقليد ومشروعه الذي لم تكتب ملامحه بعد

والتي تشكل بمجموعها التيارات الدينية الفاعلة على أرض الواقع، في هذا الكتاب ستجد معلومات قيمة عن هذه التيارات افكارها ونشئتها ونشاطها.

## مركز الدين والسياسة للدراسات
مركز بحثي يعنى بشؤون الفكر الإسلامي والأمن الفكري ودراسات ظاهرة الإرهاب والعنف والتطرف والتكفير وإيجاد الحلول لتلك الظواهر ودراسة فكر الجماعات الإسلامية بشكل عام، أسسه كل من الأستاذ عثمان القصبي، والكاتب الصحفي خالد المشوح في 14 مايو 2010 م، ويسعى المركز إلى بناء قاعدة معلومات واسعة، وتصنيفها وفق أحدث الطرق والأساليب العلمية والتقنية لبث الوعي محلياً وإقليمياً ودولياً حول حقيقة الجماعات المسلحة، وإظهار وسطية الإسلام وسماحته.